# Beach golf

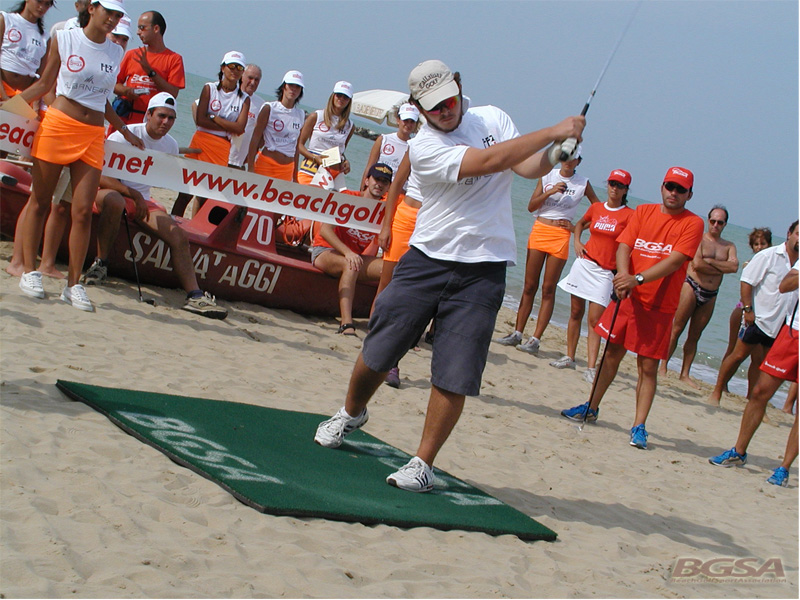
Golf in spiaggia durante l'evento Beach Golf '02

Il beach golf, letteralmente golf sulla sabbia, è una variante del golf che si pratica su sabbia, nelle normali spiagge.

## Storia
Il Beach Golf è stato inventato in Italia nel 1999, a Pescara, dal giovane manager Mauro De Marco. 
La disciplina si disputa nei mesi estivi, sulle spiagge affollate, tra gli ombrelloni e i bagnanti, che rappresentano gli ostacoli naturali del gioco. Le regole fanno in modo che gli spettatori siano parte integrante del gioco, per un grande coinvolgimento e divertimento.

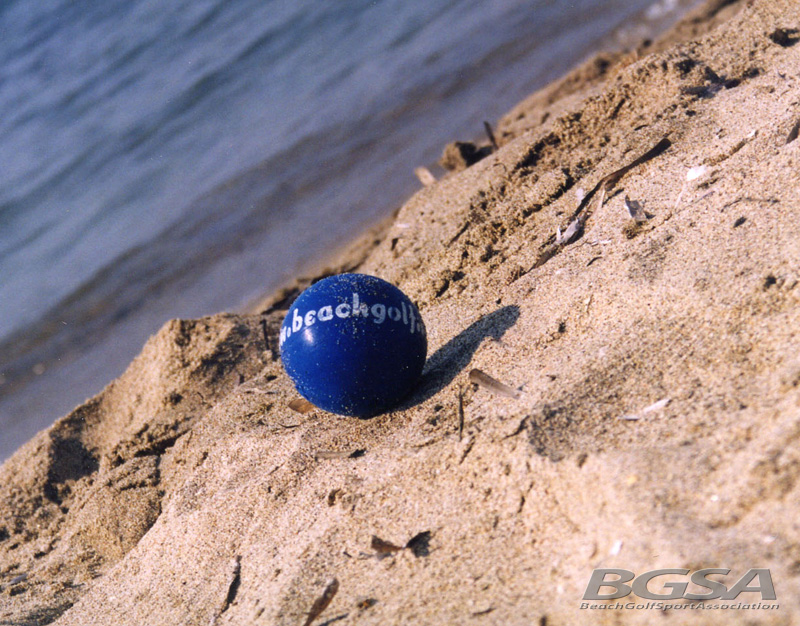
speciale pallina innocua

Lo sport, promosso dalla BGSA (Beach Golf Sport Association)  è riconosciuto dal Centro Sportivo Educativo Nazionale,e dal  CONI.
Nell'estate 2014, a Montesilvano, si è svolta la prima edizione del Beach Golf European Contest, manifestazione internazionale a cui hanno preso parte 90 atleti in rappresentanza di 18 nazioni europee.
I 7 giorni di gara hanno visto trionfare l'irlandese Robert Cast, che si è portato a casa il primo titolo continentale.
Tra i numerosi eventi organizzati, va sottolineata la Jeckerson Cup del 2005, disputata in Piazza del Campo, Siena, per una competizione di 40 coppie di partecipanti, provenienti da diversi stati del Mondo in una gara di “We Golf” (la variante su strada del Beachgolf), seguita da una folla di 80000 persone..
Negli anni seguenti sono stati organizzati tour estivi lungo le coste del litorale nazionale, come quello del 2006 partito da Napoli,che ha toccato anche la Calabria. e la Sardegna o il tour del 2010, in collaborazione con l'Università di Urbino, per 30 giorni consecutivi lungo il Mar Adriatico ogni giorno in una località differente.
La BGSA ha promosso un particolare calendario, nel quale le protagoniste erano le Beachgolf Caddy Girls.
Del Beachgolf si sono occupate numerose testate televisive e radiofoniche nazionali.
Lo stand della BGSA e del Beachgolf è stato anche protagonista nelle Fiere di Rimini Wellness, e Sports Day.

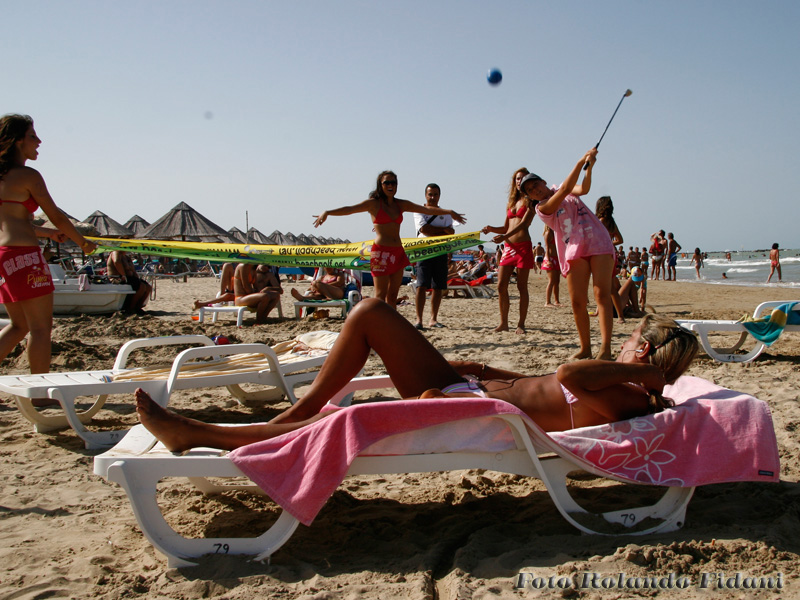
Ostacoli naturali, particolarità del Beach Golf

## Regole

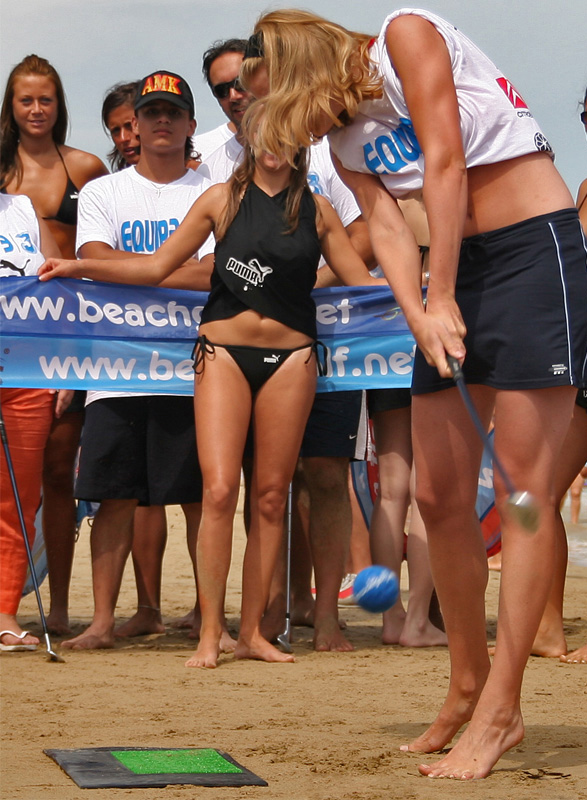
Swing in spiaggia durante l'evento Beach Golf '06

Il gioco si snoda lungo un percorso di circa 2 km sui quali i giocatori, in numero di 2 per squadra (un professionista ed un principiante), con il minor numero di colpi possibile, devono raggiungere la buca finale, colpendo con un classico bastone da golf, una pallina di morbido poliuretano espanso. L'handicap di squadra viene calcolato dalla media degli handicap dei due giocatori arrotondata per difetto all'intero inferiore (ad esempio: a un valore medio 17.5 corrisponde un handicap di squadra pari a 17).
Il tragitto non è delimitato da nessun tipo di confine prestabilito quindi può svolgersi anche tra i bagnanti e le strutture balneari, che costituiscono così ostacoli "naturali".
Il primo tiro viene effettuato dal giocatore con handicap più basso dall'area di partenza,su un tappeto in materiale sintetico di 1.50x1.50 m2 circa.
La partita è giocata con una sola pallina, battuta a turni rigorosamente alterni: non è ammesso che all'uno si sostituisca l'altro; in questo caso verrà perso colpo e distanza.
Non viene dato un limite di tempo. Ogni squadra parte tre minuti dopo quella che la precede. Il ritardo consentito è di dieci minuti che, trascorsi inutilmente, vedranno la partenza della squadra successiva. La squadra ritardataria parte per ultima con una penalità di cinque colpi.

## Attrezzatura
I bastoni utilizzati nel Beach Golf sono i classici bastoni da golf, più precisamente i sand o i wedge.

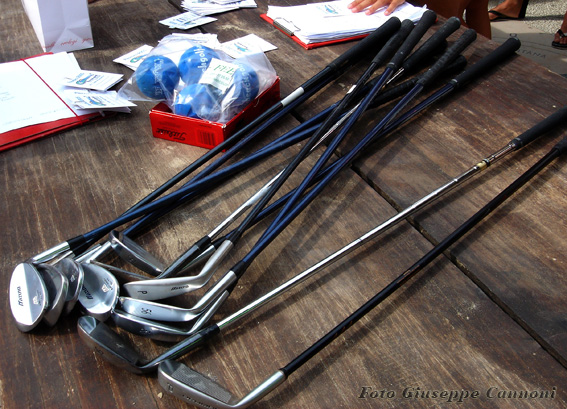
I bastoni

## Caddy Girl
Le Caddy Girl sono le 120 hostess-giudici del Beach Golf. Il loro è un ruolo fondamentale, perché fanno in modo che il gioco si svolga in maniera corretta e sicura. 
Le Caddy Girl, infatti, sorreggono una fascia di protezione che delimita l'area d'azione del golfista consentendo così di giocare in tutta tranquillità in mezzo ai bagnanti, sdraio e ombrelloni.

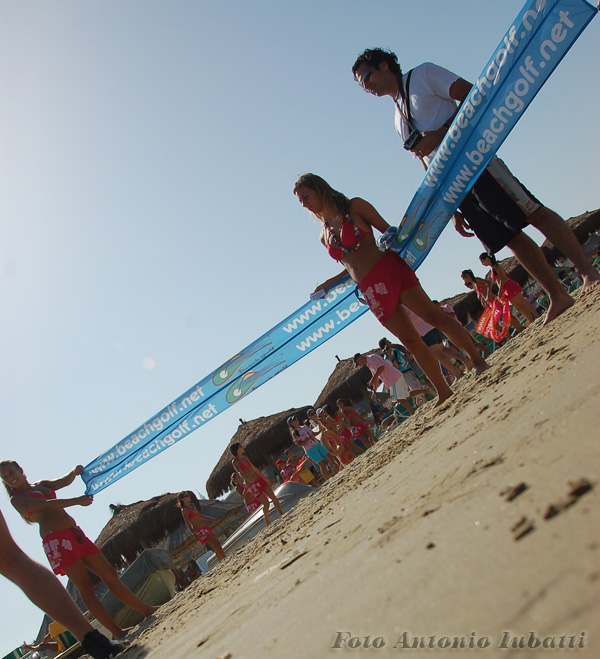
La particolare fascia di protezione

## Loscorecard
Lo scorecard è la tabella sulla quale vengono riportati i dati della squadra e la storia della partita. È composta da nove voci: 
1. Squadra: è riportato il nome della squadra;
2. I giocatore: nome, cognome e handicap del giocatore di handicap più basso;
3. II giocatore: nome, cognome e handicap del giocatore di handicap più alto;
4. handicap della squadra: è la media aritmetica della sommatoria degli handicap dei giocatori approssimato per difetto all'unità inferiore;
5. score: segna ogni colpo eseguito;
6. drop: segna ogni droppaggio eseguito;
7. penalità: segna ogni penalità inferta;
8. hcp: riporta ogni miglioramento della pallina;
9. scorer: riporta il nome della Caddy Girl responsabile di compilare lo scorcard durante la gara.